# 幹細胞ニッチ
幹細胞ニッチ (かんさいぼうにっち、英: stem cell niche) は生体内で幹細胞がその性質を維持するために必要な微小環境である。成体幹細胞は生涯を通して未分化状態を維持するが、培養に伴って増殖能が低下することが知られている。このことから、幹細胞がその性質を維持するためには適切な環境が必要であると考えられており、この環境のことを幹細胞ニッチと呼ぶ。「ニッチ」という言葉は培養系、生体中のいずれにおいても用いられる。

## 歴史
細胞の微小環境という概念は1967年にカリーらによって提唱されたが、「ニッチ」という用語は1978年にスコフィールドによって造血幹細胞に対し使われたのが始まりである。

## 脊椎動物における体性幹細胞ニッチ
幹細胞ニッチの実体は、周囲の細胞が産生するサイトカインによる幹細胞の増殖、分化の制御である。
ニッチとしての機能に寄与するサイトカインは多くの場合パラクラインやジャクスタクライン型であり、幹細胞がニッチから離れると効果が及ばなくなるため、分化が始まる。

### 造血幹細胞ニッチ
脊椎動物における造血幹細胞ニッチは骨髄にあり、内骨膜下の骨芽細胞、洞様血管内皮細胞、および線維芽細胞、単球、脂肪細胞を含む骨髄の間質細胞から形成される。

### 毛包幹細胞ニッチ
立毛筋が毛根鞘に結合している毛隆起(バルジ)に皮膚細胞のニッチが存在することが知られている。バルジには毛包幹細胞、および色素幹細胞（メラノサイト幹細胞）が存在する。毛包幹細胞は細胞膜コラーゲン（XVII型コラーゲン）を産生し、このコラーゲンが両幹細胞の自己複製に必要である。

### 腸陰窩幹細胞ニッチ
腸陰窩を取り囲む内皮下の線維芽細胞がニッチを形成している。

### 心血管幹細胞ニッチ
心血管幹細胞ニッチは右心室側壁、大動脈、および心臓からの流出路に見いだされる。これはIV型コラーゲンとラミニンからなるマトリックス内の Isl1+/Flk1+ 二重陽性の心筋前駆細胞(英: Cardiac Progenitor Cell、CPC)からなる (CPCクラスター)。CPCクラスター外の心筋の細胞外マトリックスは主としてI型コラーゲンとフィブロネクチンからなる。
Isl1陽性細胞の役割については議論されている。かつて多くの論文でマウス、およびヒトの心臓からこれらの細胞が発見され、心筋前駆細胞として扱われたが、近年ではマウス胎児の心臓からはほとんど見つかっておらず、また洞結節に存在するとされている。